# Douains
Douains ist eine französische Gemeinde mit 456 Einwohnern (Stand 1. Januar 2022) im Département Eure in der Region Normandie. Die Einwohner werden Duniens genannt.

## Geografie
Douains liegt am Ostrand von Eure, 70 Kilometer nordwestlich von Paris, 50 Kilometer südöstlich von Rouen, etwa 20 Kilometer östlich von Évreux und 7 Kilometer südwestlich von Vernon.

## Geschichte
Douains wurde im 11. Jahrhundert erstmals als Duni und Dunos urkundlich erwähnt. 1264 wurde es als Doens erwähnt. Der Ortsname wurde wahrscheinlich von dem germanischen Namen Dodenus abgeleitet.
Im August 1026 schenkte Herzog Richard II. (966–1027) die Kirche des damaligen Dorfs Dunos der Abtei Fécamp. Zur Kirche gehörten Stallungen und drei Bauernhöfe. Im 12. Jahrhundert gehörte Douains zur Kastellanei von Pacy-sur-Eure. Auf dem heutigen Gemeindegebiet von Douains gab es vor der Französischen Revolution (1789–1799) drei Lehen, Douains, Brécourt und La Sablonnière.
1809 wurden die Weiler Boisset-Hennequin (heute Saint-Vincent-des-Bois) und Brécourt eingemeindet.

### Bevölkerungsentwicklung
| Jahr                       | 1962 | 1968 | 1975 | 1982 | 1990 | 1999 | 2005 | 2016 |
| Einwohner                  | 293  | 261  | 233  | 298  | 346  | 465  | 468  | 513  |
| Quellen: Cassini und INSEE |      |      |      |      |      |      |      |      |

## Sehenswürdigkeiten
Das Schloss Château de Brécourt liegt an der Straße nach Vernon, es ist ein von einem Wassergraben umringtes Schloss aus dem 17. Jahrhundert, das im Laufe der Jahrhunderte gebrannt hat, bombardiert wurde und als Ferienkolonie diente. Es wird heute als Hotel-Restaurant genutzt und wurde 1967 in das Zusatzverzeichnis der Monuments historiques („historische Denkmale“) eingetragen. Zum Schloss gelangt man durch eine Lindenallee. Der Ehrenhof ist wie ein Barockgarten bepflanzt.
Die ursprüngliche Kirche Notre-Dame existierte schon im 11. Jahrhundert. Von dem Gebäude ist jedoch nichts übrig geblieben. Der Großteil des heutigen Gebäudes stammt aus dem 17. Jahrhundert. Im 19. Jahrhundert wurde die Kirche umgebaut und Teile der zerstörten Kirche des Weilers Boisset-Hennequin wurden in die Nordmauer der Kirche von Douains eingebaut. Zwei Öffnungen in der Südmauer stammen aus dem 14. Jahrhundert.
In Douains befindet sich der Tierfriedhof Les Jardins du Souvenir, der 1989 eröffnet wurde und etwa 400 Grabstellen umfasst. 1999 wurde er erweitert.

## Wirtschaft
Auf dem Gemeindegebiet gelten geschützte geographische Angaben (IGP) für Schweinefleisch (Porc de Normandie), Geflügel (Volailles de Normandie) und Cidre (Cidre de Normandie und Cidre normand). Bis 2025 soll bei Douains ein auf einem 85 Hektar großen Areal das Produktionswerk des Start-up-Unternehmens Hopium entstehen.

## Persönlichkeiten
- Emir Kusturica (* 1954 in Sarajevo), der serbisch- französische Filmregisseur hält sich regelmäßig in Douains auf.[9]